# Il marchio di sangue (film 2012)
Il marchio di sangue (Branded) è un film del 2012 scritto e diretto da Jamie Bradshaw e Aleksandr Dulerayn.

## Trama
In un futuro distopico in cui i marchi aziendali hanno creato una popolazione disillusa, lo sforzo di un uomo per trovare la verità dietro la cospirazione porterà ad un'epica battaglia con le forze nascoste che controllano il mondo.

## Produzione

### Riprese
Il film viene girato tra Mosca (Russia) e Sofia (Bulgaria).

## Distribuzione
Il primo trailer del film viene pubblicato il 21 agosto 2012, dopo che alcuni spezzoni e teaser fossero presentati al San Diego Comic-Con International del 2011.
Il film è stato distribuito in contemporanea negli Stati Uniti d'America ed in Russia il 7 settembre 2012.

### Divieto
La pellicola viene vietata ai minori di 18 anni per la presenza di "contenuti sessuali e linguaggio forte".